# Liste der Kulturdenkmale in Priestewitz
In der Liste der Kulturdenkmale in Priestewitz sind die Kulturdenkmale der sächsischen Gemeinde Priestewitz verzeichnet, die bis August 2021 vom Landesamt für Denkmalpflege Sachsen erfasst wurden (ohne archäologische Kulturdenkmale). Die Anmerkungen sind zu beachten.
Diese Aufzählung ist eine Teilmenge der Liste der Kulturdenkmale im Landkreis Meißen.

## Priestewitz
| Bild                                    | Bezeichnung                   | Lage                                        | Datierung                 | Beschreibung | ID       |
| --------------------------------------- | ----------------------------- | ------------------------------------------- | ------------------------- | --- | -------- |
|                                         | Wegestein                     | Äußere Meißner Straße 1 (gegenüber) (Karte) | 19. Jahrhundert           | Verkehrshistorische Bedeutung. Sandsteinkubus mit Inschrift: Porschütz, Stauda, Meißen, Gr.hain. | 08957759 |
| Direkt Bild zu diesem Denkmal hochladen | Wohnhaus                      | Großenhainer Straße 26 (Karte)              | Um 1890                   | Im Giebel rundbogiges Zwillingsfenster, zeittypisches und weitgehend authentisch erhaltenes Haus, Anklänge an den Schweizerstil, baugeschichtlich von Bedeutung. Zweigeschossiger Putzbau mit profilierten Sandstein-Fenstergewänden, Satteldach auf Holzkonsolen. | 08957756 |
|                                         | Transformatorenhäuschen       | Kottewitzer Straße 2 (gegenüber) (Karte)    | 1. Hälfte 20. Jahrhundert | Zeugnis für die Elektrifizierung des Ortes, technikgeschichtlich von Bedeutung. Putzbau über quadratischem Grundriss, Zwischendach als Krüppelwalm, turmartiger verschieferter Aufbau, Zeltdach, Biberschwanzdeckung. | 08957757 |
|                                         | Wohnhaus                      | Meißner Straße 1 (Karte)                    | Um 1880                   | Schlichter gründerzeitlicher Putzbau, im Giebel Doppelfenster, zeittypischer und original erhaltener Bau, ortsbildprägende Lage nahe dem Bahnhof, baugeschichtlich von Bedeutung. Sockelgeschoss, darüber zweigeschossiger Putzbau mit Sandstein-Fenstergewänden, 7:2 Achsen, Drempel, Gurtbänder, originale Fenster, Satteldach. | 08957755 |
| Weitere Bilder                          | Empfangsgebäude des Bahnhofes | Meißner Straße 2a (Karte)                   | 1861                      | Eingeschossiger Baukörper mit zwei seitlichen Flügeln, diese betont durch hohe Rundbogenfenster mit profilierter Verdachung, flach geneigtes Satteldach auf linkem Flügelbau erhalten, Bestandteil der ab 1831 gebauten Bahnstrecke Leipzig–Dresden, eisenbahngeschichtlich und baugeschichtlich von Bedeutung. Nachfolgebau des ursprünglich als Empfangsgebäude genutzten und umgebauten Gasthofes Priestewitz (siehe Berger, Bahnhofsbauten).              | 08957742 |
| Weitere Bilder                          | Wohnhaus, heute Gemeindeamt   | Staudaer Straße 1 (Karte)                   | Bezeichnet mit 1902       | Fassade mit reicher Putzgliederung, repräsentativer Bau aus der Zeit der Jahrhundertwende, baugeschichtlich von Bedeutung. Sockelgeschoss, darüber zweigeschossiger Putzbau mit reicher Putzgliederung, im Erdgeschoss an den Ecken Putznutung, in beiden Geschossen Sandstein-Fenstergewände, profiliertes Gurtgesims, Eingangsbereich mit hölzernem, reich verziertem Vorhaus, gleichzeitig als Balkon im Obergeschoss ausgebildet, Dachausbau, Satteldach. | 08957754 |
| Direkt Bild zu diesem Denkmal hochladen | Schulgebäude mit Nebengebäude | Strießener Straße 12 (Karte)                | Um 1900                   | Einfacher Putzbau, Mittelrisalit mit Dreiecksgiebel, ortshistorische Bedeutung. Stattlicher zweigeschossiger Putzbau mit 9:3 Achsen, flacher Mittelrisalit mit Ädikula, im Giebel Rundbogenfenster, im Obergeschoss Rechteckfenster, im Erdgeschoss Segmentbogenfenster, Walmdach. Seitengebäude: eingeschossiger Putzbau mit Sandstein-Fenstergewänden, Satteldach.                                                                                          | 08957758 |

## Altleis
| Bild                                    | Bezeichnung                                                | Lage                             | Datierung           | Beschreibung | ID       |
| --------------------------------------- | ---------------------------------------------------------- | -------------------------------- | ------------------- | --- | -------- |
| Direkt Bild zu diesem Denkmal hochladen | Wohnhaus eines Bauernhofes, mit Einfriedung und Torpfeiler | Alte Dorfstraße 20 (Karte)       | Bezeichnet mit 1836 | Gut gegliederter Putzbau, im Giebel Rundbogen-Zwillingsfenster sowie drei Okuli, stattliches Wohnhaus als einzig denkmalrelevanter Bau am Rundling, baugeschichtlich von Bedeutung. Zweigeschossig mit Eckbetonung durch Putznutung, profilierte Sandsteingewände, Satteldach, drei Torpfeiler mit profilierten Abdeckplatten, bildet Bauernhof mit Nummer 20a. | 08957791 |
| Direkt Bild zu diesem Denkmal hochladen | Wegestein                                                  | Alte Dorfstraße 22 (bei) (Karte) | 19. Jahrhundert     | Verkehrsgeschichtlich von Bedeutung. Liegender Wegestein mit Inschrift: „Geißlitz ...“ (Reste verwittert). | 08957790 |

## Baselitz
| Bild                                    | Bezeichnung | Lage                                       | Datierung           | Beschreibung | ID       |
| --------------------------------------- | --- | ------------------------------------------ | ------------------- | --- | -------- |
| Weitere Bilder                          | Sachgesamtheit Königlich-Sächsische Triangulierung („Europäische Gradmessung im Königreich Sachsen“); Station 31, Baselitz | (Gemarkung Kmehlen, Flurstück 649) (Karte) | Bezeichnet mit 1866 | Station 1. Ordnung, bedeutendes Zeugnis der Geodäsie des 19. Jahrhunderts, vermessungsgeschichtlich von Bedeutung. Der Pfeiler wurde auf der höchsten Erhebung des Großenhainer Landes (215 m) errichtet. Sie wird als Baselitzer oder Blatterslebener Höhe bezeichnet. Die Station steht auf einem künstlichen Hügel, der ein eigenes Grundstück bildet. Die Station ist für das Basisvergrößerungsnetz errichtet worden und wird im Landesnetz 2. Classe als Festpunkt geführt. Entsprechend umfangreiche Beobachtungen fanden auf der auch heute noch sehr frei stehenden Station statt. Um diese vor dem Abackern zu schützen, haben Heimatfreunde aus Blattersleben je eine Eiche und Linde an den Rändern gepflanzt und damit diesen Punkt stärker in der Landschaft markiert. Um 1930 stand hier ein Hochsignal, das auch als Wetterdienstfunkstelle benutzt wurde. Die Vermessungssäule auf quadratischem Grundriss besteht aus Lausitzer Granit und ist 2,5 m hoch. Auf einem abgesetzten hohen Sockel, der im unteren Teil unbearbeitet ist schließt sich der Säulenschaft an, auf dem wiederum die Abdeckplatte lose aufliegt. Auf dem Pfeiler ist die Inschrift „Station/ BASELITZ/ der/ Kön: Sächs:/ Triangulirung/ 1866.“ aufgebracht. | 08957811 |
| Direkt Bild zu diesem Denkmal hochladen | Gedenkstein für die Bodenreform                                                                                            | An der Schäferei (Karte)                   | Bezeichnet mit 1952 | Ortshistorische Bedeutung. Grob behauene Sandsteintafel mit Inschrift „Vom Ich zum Wir/ Kmehlen 1952“. | 08957810 |
| Weitere Bilder                          | Herrenhaus des Rittergutes, mit Einfriedungsmauer                                                                          | An der Schäferei 2 (Karte)                 | 18. Jahrhundert     | Stattlicher barocker Putzbau mit Mansarddach, baugeschichtliche und ortshistorische Bedeutung. Zweigeschossig, 9:4 Achsen, Mittelrisalit mit Dreiecksgiebelabschluss und Okulus, Putzfaschen, zum Teil originale Fenster und Winterfenster, Vorhäuschen am Eingangsbereich, Mansardfenster mit Sandsteingewänden, Einfriedungsmauer aus Bruchstein, zum Teil verputzt. | 08957809 |

## Baßlitz
| Bild                                    | Bezeichnung                                                                                 | Lage                          | Datierung                                                           | Beschreibung | ID       |
| --------------------------------------- | ------------------------------------------------------------------------------------------- | ----------------------------- | ------------------------------------------------------------------- | --- | -------- |
| Weitere Bilder                          | Wegestein                                                                                   | (Flurstück 131) (Karte)       | 19. Jahrhundert                                                     | Verkehrshistorische Bedeutung. Ca. 1,40 m hoher Wegestein aus Sandstein, mit Inschrift „Gävernitz, Böhla, Baßlitz“. | 08957766 |
| Direkt Bild zu diesem Denkmal hochladen | Seitengebäude (Ausgedingehaus), Scheune und zwei Torpfeiler eines ehemaligen Vierseithofes  | Gävernitzer Straße 1 (Karte)  | Mitte 19. Jahrhundert (Auszugshaus); um 1870 (Scheune)              | Seitengebäude mit Fachwerk-Obergeschoss, Scheune massiv, wirtschaftsgeschichtlicher und baugeschichtlicher Wert. - Seitengebäude: zweigeschossiger Putzbau aus Bruchstein- und Ziegelmauerwerk, Sandsteingewände im Erdgeschoss, Satteldach, Rückseite und Giebel Fachwerk, im Stall preußische Kappe - Scheune: Putzbau mit Drempel, Satteldach, Gurtgesims, Torpfeiler: Bruchstein, verputzt, mit Leutepforte, profilierte Abdeckplatten - Wohnstallhaus (vor 2011 abgebrochen): hakenförmiger Grundriss, Erdgeschoss massiv, Obergeschoss Fachwerk, verputzt, im Erdgeschoss Sandstein-Fenstergewände, Krüppelwalmdach, doppelte Biberschwanzdeckung, im Schlussstein bezeichnet mit 1830, Eingangsvorbau mit Farbglasfenster ca. 1915 | 08957778 |
|                                         | Mühlenwohnhaus, Scheune und Seitengebäude einer Wassermühle sowie Mühlentechnik (Wasserrad) | Gävernitzer Straße 12 (Karte) | Bezeichnet mit 1845 (Müllerwohnhaus); bezeichnet mit 1899 (Scheune) | Weitgehend original erhaltenes Mühlenensemble mit Ausstattung, Wohnhaus von klassizistischer Wirkung, von orts- und mit technikgeschichtlicher Bedeutung. - Mühlenwohnhaus: zweigeschossiger Putzbau mit 3:7 Achsen, Sandstein-Fenstergewände in beiden Geschossen, im Werkstein über der Tür bezeichnet mit 1846, Walmdach (seitlicher Anbau vor 2011 abgebrochen) - Seitengebäude: eingeschossiger Putzbau mit hohem Drempel, drei gerade abschließende Toreinfahrten, Satteldach, saniert - Scheune: eingeschossiger Putzbau mit großer mittiger Segmentbogentoreinfahrt, Satteldach, saniert | 08957782 |
| Direkt Bild zu diesem Denkmal hochladen | Wohnstallhaus                                                                               | Gävernitzer Straße 16 (Karte) | Um 1800                                                             | Oder Häuslerei, Obergeschoss Fachwerk verputzt, Teil der alten Ortsstruktur, weitgehend original erhalten, baugeschichtlich von Bedeutung. Erdgeschoss massiv, Giebel verputzt, an Rückseite lang heruntergezogenes Frackdach. | 08957776 |
| Direkt Bild zu diesem Denkmal hochladen | Wohnstallhaus, drei Torpfeiler und Einfriedung eines Dreiseithofes                          | Gävernitzer Straße 22 (Karte) | Bezeichnet mit 1788                                                 | Langgestreckter Baukörper, Obergeschoss und Giebel Fachwerk verputzt, Segmentbogenportal, eines der ältesten Häuser im Ort, weitgehend original erhalten, baugeschichtlich von Bedeutung. Erdgeschoss massiv, hinterer Teil massiv, Satteldach, im Schlussstein bezeichnet mit 1788, originale Fenstergrößen. Toranlage mit drei Pfeilern mit profilierten Abdeckplatten und schmiedeeisernem Zaun. | 08957777 |

## Blattersleben
| Bild                                    | Bezeichnung | Lage                          | Datierung                                                         | Beschreibung | ID       |
| --------------------------------------- | --- | ----------------------------- | ----------------------------------------------------------------- | --- | -------- |
| Direkt Bild zu diesem Denkmal hochladen | Seitengebäude (mit zweijochiger Kumthalle) und Stallgebäude (mit dreijochiger Kumthalle) eines Vierseithofes, sowie Einfriedungsmauer (Stützmauer) | Bergstraße 13 (Karte)         | Mitte 19. Jahrhundert (1. Seitengebäude); 1916 (2. Seitengebäude) | Charakteristisches Beispiel ländlicher Wohn- und Lebensweise vergangener Zeiten in ortsbildprägender Lage, baugeschichtlich und wirtschaftsgeschichtlich von Bedeutung. - 1. Seitengebäude: zweigeschossiger Putzbau mit 2:7 Achsen, im Erdgeschoss zweijochige Kumthalle, Sandstein-Fenstergewände, zum Teil originale Fenster erhalten, im Giebel Zwillingsfenster als Segmentbogen gearbeitet, Satteldach, saniert - 2. Seitengebäude: zweigeschossiger Putzbau mit dreijochiger Kumthalle, Stallteil, großes Holztor, im Erdgeschoss Segmentbogenfenster, im Obergeschoss zwei Ladeluken, Giebelausbau mit Lastenzug, Satteldach, saniert - Einfriedung: Bruchsteinmauerwerk, verputzt | 08957855 |
| Weitere Bilder                          | Gasthof mit Saalanbau (winkelförmiger Grundriss)                                                                                                   | Bergstraße 15 (Karte)         | Um 1870                                                           | Repräsentatives Gründerzeitgebäude, ortshistorische Bedeutung. Massiver zweigeschossiger Putzbau mit vorspringender vierachsiger Fassade und Dreiecksgiebelabschluss, im Erdgeschoss und Obergeschoss profilierte Steingewände, im Obergeschoss mit gerader Bedachung auf Konsolen sowie Sohlbänken auf Konsolen, im Giebel zwei mittige und zwei seitliche kleine Rundbogenfenster mit stark profilierten Steingewänden, am vorspringenden Fassadenteil im Giebel zwei Rundbogenfenster und seitlich zwei kleine Rundbogenfenster, Satteldach, Saalanbau mit sechs großen Rundbogenfenstern.                                                                                              | 08957814 |
| Weitere Bilder                          | Transformatorenhäuschen | Bergstraße 20 (neben) (Karte) | 1. Hälfte 20. Jahrhundert                                         | Zeugnis für die Elektrifizierung des Ortes, technikgeschichtlich von Bedeutung. Putzbau auf quadratischem Grundriss, Zwischendach, Krüppelwalmdach mit Biberschwanzdeckung, turmartiger Aufbau, verschiefert, mit Zeltdach und Biberschwanzdeckung. | 08957812 |
| Direkt Bild zu diesem Denkmal hochladen | Seitengebäude (Wohnstallhaus) eines Dreiseithofes                                                                                                  | Bergstraße 26 (Karte)         | 1. Hälfte 19. Jahrhundert                                         | Mit Fachwerk-Obergeschoss, Teil der alten Ortsstruktur, baugeschichtlich von Bedeutung. Erdgeschoss massiv, Giebel massiv, Satteldach, originale Fenster im Obergeschoss, Rückseite Fachwerk mit Lehmausfachung. | 08957813 |
| Direkt Bild zu diesem Denkmal hochladen | Zwei Seitengebäude eines Bauernhofes | Im Winkel 4 (Karte)           | 1. Hälfte 19. Jahrhundert                                         | Ein Seitengebäude Bruchsteinbau mit einfacher Putzgliederung, ein Seitengebäude mit Fachwerk-Obergeschoss und Segmentbogenportal, Teil der alten Ortsstruktur, baugeschichtlich von Bedeutung. Über rechtwinkligem Grundriss (die beiden Seitengebäude stehen winklig zueinander, sind aber nicht aneinandergebaut)? - ein Winkelteil: zweigeschossiger Bruchsteinbau mit einfacher Putzgliederung, Putzfaschen, im Erdgeschoss Reste von Putznutung, im Giebel Ladeluke, Satteldach - anderer Winkelteil: Erdgeschoss massiv, mit Sandsteinfenstergewänden, Segmentbogen-Sandsteintürgewände mit Schlussstein, Obergeschoss Fachwerk, Krüppelwalmdach                                     | 08957815 |

## Böhla
| Bild           | Bezeichnung     | Lage                              | Datierung       | Beschreibung | ID       |
| -------------- | --------------- | --------------------------------- | --------------- | --- | -------- |
| Weitere Bilder | Eisenbahnbrücke | Großdobritzer Straße (Karte)      | 1875            | Steinbogenbrücke (nähe Schnacke, Großdobritzer Straße 2) der Bahnstrecke Dresden–Elsterwerda–Berlin (6248; sä. DE), technikgeschichtlich und verkehrsgeschichtlich von Bedeutung. Einbogige Steinbogenbrücke aus Granitquadern mit seitlichen Wangenmauern aus Polygonmauerwerk. | 08957834 |
| Weitere Bilder | Wegestein       | Untere Dorfstraße 5 (bei) (Karte) | 19. Jahrhundert | Verkehrshistorische Bedeutung. Ca. 1,20 m hoher Sandsteinkubus, mit Inschrift „Geißlitz, Baßlitz, Böhla, Gävernitz, Laubach“, verwittert. | 08957833 |

## Böhla Bahnhof
| Bild           | Bezeichnung                                       | Lage                    | Datierung | Beschreibung | ID       |
| -------------- | ------------------------------------------------- | ----------------------- | --------- | --- | -------- |
| Weitere Bilder | Empfangsgebäude des Bahnhofs                      | Bahnhofstraße 4 (Karte) | 1875      | Schlichter gründerzeitlicher Putzbau, verkehrsgeschichtliche und ortshistorische Bedeutung. Zweigeschossiger Putzbau mit Segmentbogenfenstern in beiden Geschossen, im Obergeschoss profilierte Segmentbogenbedachungen, im Giebel Okulus, profilierte Gurtgesimse, flaches Satteldach. | 08957752 |
| Weitere Bilder | Ehemaliges Bahnhofs-Restaurant Böhla (ohne Anbau) | Bahnhofstraße 5 (Karte) | 1875      | Gründerzeitgebäude, Mittelrisalit durch Balkon hervorgehoben, Anklänge an den Schweizerstil, ortshistorische Bedeutung. Polygonsockel, darüber eingeschossiger Putzbau mit übergiebeltem Mittelrisalit, im Erdgeschoss profilierte Sandsteingewände mit geraden Bedachungen, an den Gebäudeecken Sandsteinquaderbetonung, Mittelrisalit im Obergeschoss mit Balkon, zum Teil originale Winterfenster, flaches Satteldach, Bahnhofs-Restaurant, später Konsumgaststätte Böhla. | 08957753 |

## Gävernitz
| Bild                                    | Bezeichnung                                        | Lage                          | Datierung                 | Beschreibung | ID       |
| --------------------------------------- | -------------------------------------------------- | ----------------------------- | ------------------------- | --- | -------- |
| Weitere Bilder                          | Wegestein                                          | (Flurstück 105) (Karte)       | 19. Jahrhundert           | Verkehrshistorische Bedeutung. Ca. 1,20 m hoher, stark verwitterter Sandsteinkubus mit Inschrift „Böhla, Jessen, Feldweg“. | 08957765 |
| Weitere Bilder                          | Wegestein                                          | Baßlitzer Straße (Karte)      | 19. Jahrhundert           | Verkehrshistorische Bedeutung. Ca. 80 cm hoch, Sandstein weiß getüncht, Inschrift „Böhla, Baßlitz, Jessen“. | 08957764 |
| Direkt Bild zu diesem Denkmal hochladen | Seitengebäude (mit Kumthallen) eines Vierseithofes | Baßlitzer Straße 3 (Karte)    | 2. Hälfte 19. Jahrhundert | Verputzter Massivbau, seltenes Beispiel einer vieljochigen Kumthalle, baugeschichtlich und wirtschaftsgeschichtlich von Bedeutung. Zweigeschossiger Putzbau mit zweimal dreijochiger Kumthalle auf Sandsteinpfeilern, im Obergeschoss teils Wohnung, teils Speicher, Satteldach. | 08957768 |
| Weitere Bilder                          | Transformatorenhäuschen                            | Schustergasse 2 (bei) (Karte) | 1. Hälfte 20. Jahrhundert | Zeugnis für die Elektrifizierung des Ortes, technikgeschichtlich von Bedeutung. Quadratischer Putzbau mit Zwischendach, darauf turmartiger Aufbau mit Zeltdach. | 08957767 |

## Geißlitz
| Bild                                    | Bezeichnung                                                                               | Lage                   | Datierung           | Beschreibung | ID       |
| --------------------------------------- | ----------------------------------------------------------------------------------------- | ---------------------- | ------------------- | --- | -------- |
| Direkt Bild zu diesem Denkmal hochladen | Wohnstallhaus, Scheune und Torpfeiler eines Dreiseithofes                                 | Hauptstraße 28 (Karte) | Bezeichnet mit 1876 | Gründerzeitliche Putzbauten, Wohnstallhaus mit prächtigem Giebel mit Drillingsfenster, wichtiger Bestandteil der alten Dorfstruktur, baugeschichtlich und wirtschaftsgeschichtlich von Bedeutung. - Wohnstallhaus: zweigeschossiger Putzbau mit Sandstein-Fenstergewänden, am Giebel Gurtgesims, im Giebel Palladiomotiv mit barockisierenden Formen, über der Tür bezeichnet mit „F.A.H. Hildebrand 1876“ - Scheune: eingeschossiger Putzbau mit Drempel, Satteldach, zwei große Segmentbogentore, drei Torpfeiler mit profilierten Abdeckplatten aus Sandstein mit Sonnenmotiv                                                                   | 08957780 |
| Direkt Bild zu diesem Denkmal hochladen | Wohnstallhaus, Seitengebäude (Ausgedingehaus), Scheune und Torpfeiler eines Dreiseithofes | Hauptstraße 29 (Karte) | Bezeichnet mit 1838 | Verputzte Massivbauten, Wohnstallhaus mit Drillingsfenster im Giebel, wichtiger Bestandteil der alten Dorfstruktur, baugeschichtlich und wirtschaftsgeschichtlich von Bedeutung. - Ausgedinge: zweigeschossiger Putzbau mit Sandsteinportal und originalem Türblatt, bezeichnet mit 1838 im Schlussstein, originale Fenstergrößen, Krüppelwalmdach - Scheune: eingeschossiger Putzbau mit Drempel, runde Maßwerk-Lüftungsöffnungen, hohes Mansarddach - Wohnstallhaus: zweigeschossiger Putzbau mit Werksteingewänden, im Giebel Fenster in Palladiomotiv, über der Tür im Stein bezeichnet mit „Erbaut mit Gott im Jahre 1866 / J.G. Krätzschmat“ | 08957779 |
| Direkt Bild zu diesem Denkmal hochladen | Wohnhaus (ohne Anbau)                                                                     | Kirchweg 4 (Karte)     | Bezeichnet mit 1852 | Gut gegliederter Putzbau mit Zwillings-Rundbogenfenster im Giebel, weitgehend original erhaltenes zeittypisches Gebäude, baugeschichtlich von Bedeutung. Zweigeschossiger Putzbau mit einfacher Putzgliederung, Gurtbänder, Sandstein-Fenstergewände in beiden Geschossen, 3:6 Achsen, Satteldach. | 08957781 |

## Kmehlen
| Bild                                    | Bezeichnung                                       | Lage                             | Datierung                 | Beschreibung | ID       |
| --------------------------------------- | ------------------------------------------------- | -------------------------------- | ------------------------- | --- | -------- |
| Direkt Bild zu diesem Denkmal hochladen | Seitengebäude (mit Kumthalle) eines Dreiseithofes | Am Ring 25 (Karte)               | Bezeichnet mit 1901       | Putzbau, hervortretender Mittelrisalit mit seltener dreijochiger Kumthalle, Teil der alten Ortsstruktur, baugeschichtlich und wirtschaftsgeschichtlich von Bedeutung. Zweigeschossig, Sandstein-Fenstergewände, hervortretender Mittelrisalit mit dreijochiger Kumthalle und Sandstein-Treppenaufgang, bezeichnet mit „M. Albrecht 1901“, trotz Sanierung denkmalwert. | 08957829 |
| Direkt Bild zu diesem Denkmal hochladen | Wohnstallhaus eines Bauernhofes                   | Dieraer Straße 20 (Karte)        | Mitte 19. Jahrhundert     | Fachwerk-Wohnstallhaus, Teil der alten Ortsstruktur, baugeschichtlich von Bedeutung. Erdgeschoss massiv, Obergeschoss Fachwerk, Giebel massiv, Satteldach. | 08957828 |
| Direkt Bild zu diesem Denkmal hochladen | Wohnstallhaus eines ehemaligen Dreiseithofes      | Gävernitzer Landstraße 1 (Karte) | Mitte 19. Jahrhundert     | Schlichter Putzbau, im Giebel zwei Rundbogenfenster, Teil der alten Ortsstruktur, baugeschichtlich von Bedeutung. Zweigeschossiger Bruchsteinbau, verputzt, Sandstein-Fenstergewände, 3:9 Achsen, originales Türblatt, Satteldach. | 08957831 |
| Direkt Bild zu diesem Denkmal hochladen | Wohnstallhaus und Seitengebäude eines Bauernhofes | Laubacher Straße 3 (Karte)       | Bezeichnet mit 1848       | Fachwerkgebäude, Teil der alten Ortsstruktur, authentischer Erhaltungszustand, baugeschichtlich von Bedeutung. - Wohnstallhaus: Erdgeschoss massiv, Obergeschoss Fachwerk, Lehmgefache, über der Tür bezeichnet mit 1848, Satteldach - Seitengebäude: Erdgeschoss massiv, Obergeschoss Fachwerk, Lehmgefache, Satteldach, Biberschwanzdeckung                          | 08957832 |
| Direkt Bild zu diesem Denkmal hochladen | Wohnstallhaus eines ehemaligen Dreiseithofes      | Laubacher Straße 7a (Karte)      | Um 1870                   | Stattlicher Putzbau, zwei Rundbogenfenster im Giebel, Teil der alten Ortsstruktur, baugeschichtlich von Bedeutung. Zweigeschossiger Bruchsteinbau, verputzt, Sandstein-Fenstergewände, profiliertes Gurtgesims, Satteldach, Wand-Öffnung-Verhältnis intakt. | 08957830 |
| Direkt Bild zu diesem Denkmal hochladen | Wohnstallhaus eines Bauernhofes                   | Wantewitzer Straße 9 (Karte)     | 1. Hälfte 19. Jahrhundert | Mit Fachwerk-Obergeschoss, weitgehend original erhaltenes Gebäude als Teil der alten Ortsstruktur, baugeschichtlich von Bedeutung. Erdgeschoss massiv, zum Teil originale Fenster, Giebel massiv, mit originalen Fenstern und Winterfenstern, Rückseite Fachwerk, Krüppelwalmdach.                                                                                     | 08957827 |

## Kottewitz
| Bild                                    | Bezeichnung                                                        | Lage                   | Datierung           | Beschreibung | ID       |
| --------------------------------------- | ------------------------------------------------------------------ | ---------------------- | ------------------- | --- | -------- |
| Direkt Bild zu diesem Denkmal hochladen | Wohnstallhaus eines Dreiseithofes, mit Toreinfahrt und Einfriedung | Am Dorfplatz 3 (Karte) | Bezeichnet mit 1868 | Weitgehend original erhaltenes zeit- und landschaftstypisches Gebäude, baugeschichtlich von Bedeutung. Zweigeschossiger Bruchsteinbau, verputzt, Sandstein-Fenstergewände, 9:3 Achsen, Putznutung an den Ecken, profilierte Gurtgesimse, zwei Torpfeiler mit gusseisernem Tor und Zaunfeld, Inschrifttafel „C.G.?. Baumann 1868“, bildet Bauernhof mit Nummer 3a. | 08957769 |

## Laubach
| Bild                                    | Bezeichnung | Lage                   | Datierung       | Beschreibung | ID       |
| --------------------------------------- | --- | ---------------------- | --------------- | --- | -------- |
| Direkt Bild zu diesem Denkmal hochladen | Seitengebäude (Wohnstallhaus mit Stallanbau, beides mit Kumthalle) und Scheune sowie Torpfeiler eines Dreiseithofes | Grundstraße 16 (Karte) | 19. Jahrhundert | Verputzte Massivbauten, Seitengebäude mit Zwillingsfenster im Giebel, seltene Kumthallen, weitgehend original erhaltene und landschaftstypische Gebäude, baugeschichtlich und wirtschaftsgeschichtlich von Bedeutung. - Wohnstallhaus: zweigeschossiger Putzbau mit Drempel und Sandstein-Fenstergewänden, zum Teil originale Fenster und Winterfenster, eine ein- und eine zweijochige Kumthalle, Satteldach, zum Teil Biberschwanzdeckung - Scheune: Putzbau mit zwei Segmentbogeneinfahrten, Fledermausgaupen, Satteldach mit Biberschwanzdeckung - Einfriedung: zwei Torpfeiler mit profilierten Abdeckplatten | 08957816 |

## Lenz
| Bild                                    | Bezeichnung | Lage                                       | Datierung | Beschreibung | ID       |
| --------------------------------------- | --- | ------------------------------------------ | --- | --- | -------- |
| Direkt Bild zu diesem Denkmal hochladen | Wegestein | (Gemarkung Dallwitz, Flurstück 65) (Karte) | 19. Jahrhundert | Verkehrshistorische Bedeutung. 1,50 m hoher Sandsteinkubus mit Inschrift „Nauleis 1 km, Großenhain 6 km, Dallwitz 1 km, Lenz 2 km“. | 08957785 |
| Direkt Bild zu diesem Denkmal hochladen | Pfarrhaus, Seitengebäude (Wohnstallhaus mit angebautem Schuppen) und Scheune eines Pfarrhofs, sowie Hofmauer, Torbogen und Einfriedungsmauern des Vorgartens | Dresdner Straße 21 (Karte)                 | 1665 (Pfarrhaus); Umbau bezeichnet mit 1793 (Pfarrhaus); bezeichnet mit 1807 (Toreinfahrt)                                                                 | Sehr gut erhaltener Dreiseithof mit Fachwerkbauten von seltener Originalität, Pfarrhaus repräsentativer Bau mit reich gestaltetem Fachwerkgiebel (geschweifte Andreaskreuze), sehr alte Fachwerk-Konstruktion, baugeschichtlich und ortsgeschichtlich von Bedeutung, Hauptbau mit Seltenheitswert. Das Pfarrhaus, repräsentativer Bau an der Hauptstraße gelegen, weist über massivem Erdgeschoss ein Fachwerkobergeschoss mit reichem Giebel und Satteldach auf, in den Längswänden einfache und doppeltete Andreaskreuze, im Giebel geschweifte Andreaskreuze. Heutiger Bau nach Brand der alten Pfarre 1664 im Jahre 1665 errichtet. Schlussstein über der Haustür mit Jahreszahl 1793 deutet auf eine Restaurierung, Kopfstein im rundbogigen Hoftor mit Jahreszahl 1807 (Denkmale des Bezirkes Dresden, Dresden 1987, S. 59). | 08957798 |
| Direkt Bild zu diesem Denkmal hochladen | Wohnstallhaus, Seitengebäude und Scheune eines Dreiseithofes                                                                                                 | Nauleiser Straße 1, 1a (Karte)             | Um 1937 | Wohnstallhaus mit Fachwerkgiebel, weitgehend original erhaltener Teil der Hofsiedlung aus der Zeit um 1937, in Art eines Neubauernhofes in alter Ortslage Döbritzschen, baugeschichtlich von Bedeutung. - Wohnstallhaus: Erdgeschoss massiv, mit Fensterläden, Obergeschoss Zierfachwerk, im Giebel Fachwerk, zum Teil originale Fenster, Satteldach, doppelte Biberschwanzdeckung, Schleppgaupe mit Ladeluke - Scheune: Holzkonstruktion verbrettert, Satteldach, doppelte Biberschwanzdeckung - Seitengebäude: Holzkonstruktion, verbrettert, Satteldach, doppelte Biberschwanzdeckung | 08957788 |
| Direkt Bild zu diesem Denkmal hochladen | Wohnstallhaus und Scheune eines Dreiseithofes | Nauleiser Straße 3 (Karte)                 | Um 1937 | Wohnstallhaus mit Fachwerkgiebel, weitgehend original erhaltener Teil der Hofsiedlung aus der Zeit um 1937, in Art eines Neubauernhofes in alter Ortslage Döbritzschen, baugeschichtlich von Bedeutung. - Wohnstallhaus: Erdgeschoss massiv, mit Fensterläden, mit risalitartigem Vorbau, im Giebel und im Obergeschoss Zierfachwerk, zum Teil originale Fenster, Satteldach, doppelte Biberschwanzdeckung, Schleppgaupe mit Ladeluke - Scheune: Holzkonstruktion, verbrettert, Satteldach, doppelte Biberschwanzdeckung | 08957789 |
| Direkt Bild zu diesem Denkmal hochladen | Wohnstallhaus und Scheune eines Dreiseithofes | Nauleiser Straße 5 (Karte)                 | Um 1937 | Wohnstallhaus mit Fachwerkgiebel, weitgehend original erhaltener Teil der Hofsiedlung aus der Zeit um 1937, in Art eines Neubauernhofes in alter Ortslage Döbritzschen, baugeschichtlich von Bedeutung. - Wohnstallhaus: Erdgeschoss massiv, mit Fensterläden, Obergeschoss Zierfachwerk, im Giebel Fachwerk, originale Fenster, Satteldach, doppelte Biberschwanzdeckung, Schleppgaupe mit Ladeluke - Scheune: Holzkonstruktion, verbrettert, Satteldach, doppelte Biberschwanzdeckung | 08957787 |
| Weitere Bilder                          | Peterskirche mit Ausstattung sowie Kirchhof einschließlich Einfriedung, Taufbecken und Denkmal für die Gefallenen des Ersten Weltkrieges                     | Ringstraße (Karte)                         | Bezeichnet mit 1700–1710 (Kirche); bezeichnet mit 1597 (Grabmal); um 1600 (Altar); bezeichnet mit 1611 (Grabmal); bezeichnet mit 1751, Beichling (Epitaph) | Barocke Saalkirche mit polygonal geschlossenem Chor und schlankem Westturm, markantes Zeugnis der Kir henbaukunst aus dem Anfang des 18. Jahrhunderts, bemerkenswert auch die gut erhaltenen, zumeist um 1600 entstandenen Denkmale im Inneren, baugeschichtliche, künstlerische und ortshistorische Bedeutung. - Kirche (Dehio Sachsen I, S. 522/523): An einer Straßenkreuzung gelegene Saalkirche mit Westturm, 1700–10 erbaut. Verputzter Bruchsteinbau mit steilem Satteldach und breitem dreiseitig geschlossenem Chor. Kapellenanbauten auf fast quadratischem Grundriss nördlich und südlich des Chors. Der schlanke Turm auf quadratischem Grundriss, mit achtseitigem Glockengeschoss und schlichter Haube mit Laterne. Die zweibahnigen Langhausfenster mit herzförmigem Maßwerk. Im Innern flach gedeckter Emporensaal von ausgewogenen Proportionen. Im Chor dominieren die über den seitlichen Sakristeibauten befindlichen Betstuben. In der Mitte der Decke in Grau aufgemaltes Wappen der Grafen von Beichlingen und von Haxthausen in ovalem Feld. - Ausstattung: Altar und Kanzel aus der Lausitz (um 1600). Der Altar derbe Schnitzarbeit, die Kanzel erhebt sich auf einer hohen, überschlanken Stütze vor der südlich gelegenen Betstube. Taufe Sandstein (um 1600), zahlreiche Epitaphien in die Chormauern eingelassen, Orgel von Karl Eduard Jehmlich (1856). - Kriegerdenkmal: dreistufiger Granitsockel, roter Granitkubus mit polierten Seiten, Inschrift, pyramidaler Aufbau als Bekrönung mit seitlichen Reliefs (Helm und Lorbeerkranz), Taufbecken aus Sandstein, sechseckiger Sockel, gebauchter Schaft, darauf Taufschale - Eines der Grabmale im Chor (nicht bei Gurlitt beschrieben) trägt die Inschrift „Hier ruhet in Ihren (Heijlande) die Wohlgeborene Fr. Anna Magdalena Des Wohlgeborenen (Herz.) Herrn (Hannssen) von der Pfordta uf Zuschwitz und Weßnig, Se. Churfürstl. Durchl. zu Sachsen Johann (Georg) des I. Hochbestalten Obristen zu(teils) eheleibliche Tochter so geboren Ao: 1630. Vereheliget sich Ao: 1653 an den Wohlgeborenen Herrn Melchior Ehrenfriet von Creutz uf Schweickershayn und zeugt in wehrenter Ehe 1 Sohn und zwei Töchter, lebte in Ehestande friedl. 34. Jahr 2. Monath, starb Seb. den 13 Abril Ao: 1695 Ihres Altes 65. Jahre erlebte 16. Kindeskind.“ | 08957796 |
| Direkt Bild zu diesem Denkmal hochladen | Wohn- und Mühlengebäude, altes Mühlengebäude und Stallgebäude eines Mühlenhofes, dazu Mühlentechnik (Döbritzschen-Mühle)                                     | Ringstraße 1 (Karte)                       | 1807, altes Mühlengebäude (Mühle); um 1850, Stallgebäude (Seitengebäude); 1855 (Mühle)                                                                     | Altes Mühlengebäude mit Fachwerk-Obergeschoss, ebenfalls das Stallgebäude, weitgehend original erhaltenes Ensemble der Müllerei, in alter Ortslage Döbritzschen, von ortshistorischer, baugeschichtlicher und technikgeschichtlicher Bedeutung. - Wohnhaus: Sockelgeschoss, darüber zweigeschossiger Putzbau mit einfacher Putzgliederung, Satteldach - 1. Seitengebäude: Erdgeschoss massiv, Obergeschoss und Giebel Fachwerk, Segmentbogentür mit Schlussstein, dort bezeichnet mit 1807, Krüppelwalmdach - 2. Seitengebäude: Erdgeschoss massiv, Obergeschoss Fachwerk, Giebel massiv, Satteldach | 08957795 |
| Direkt Bild zu diesem Denkmal hochladen | Wohnstallhaus, Seitengebäude und Scheune eines Dreiseithofes                                                                                                 | Ringstraße 12 (Karte)                      | Um 1937 | Wohnstallhaus mit Fachwerkgiebel, weitgehend original erhaltener Teil der Hofsiedlung aus der Zeit um 1937, in Art eines Neubauernhofes in alter Ortslage Döbritzschen, baugeschichtlich von Bedeutung. - Wohnstallhaus: Erdgeschoss massiv, mit Fensterläden, Obergeschoss und Giebel Zierfachwerk, Schleppgaupe mit Ladeluke, Satteldach, doppelte Biberschwanzdeckung - Seitengebäude: eingeschossiger Putzbau, Giebel verbrettert, Satteldach, doppelte Biberschwanzdeckung - Scheune: Holzkonstruktion, verbrettert, Satteldach, doppelte Biberschwanzdeckung | 08957783 |
| Direkt Bild zu diesem Denkmal hochladen | Wegestein | Ringstraße 16 (bei) (Karte)                | 19. Jahrhundert | Verkehrshistorische Bedeutung. Sandsteinkubus mit Inschrift „Göhra 2, 5 km, Nauleis 2 km“. | 08957784 |
| Direkt Bild zu diesem Denkmal hochladen | Mühlen-Wohnhaus (Nr. 35) und Seitengebäude (Nr. 34) eines Mühlenanwesens sowie Mühlgraben, vier Torpfeiler und Einfriedungsmauer                             | Ringstraße 34, 35 (Karte)                  | Mitte 18. Jahrhundert (Mühlen-Wohnhaus); um 1800 (Seitengebäude)                                                                                           | Fachwerk-Seitengebäude, Mühlen-Wohnhaus Obergeschoss Fachwerk, ortsgeschichtlich und technikgeschichtlich von Bedeutung. - Mühlen-Wohnhaus: Erdgeschoss massiv, Obergeschoss Fachwerk, Rückseite Sichtfachwerk, Satteldach - Seitengebäude: Erdgeschoss massiv, Obergeschoss Fachwerk, im Stall preußische Kappe, Satteldach, vier Torpfeiler mit profilierten Abdeckplatten, Bruchsteinmauer | 08957792 |
| Direkt Bild zu diesem Denkmal hochladen | Straßenbrücke über den Hopfenbach | Ringstraße 34, 35 (bei) (Karte)            | 19. Jahrhundert | Einbogige Steinbogenbrücke mit Natursteinbrüstung, baugeschichtliche Bedeutung | 08957794 |
| Weitere Bilder                          | Schloss Dallwitz (Schloss eines Rittergutes), sowie Gutspark (Gartendenkmal) mit Einfriedungsmauern und Stützmauer mit Treppenanlage                         | Schloßweg 1 (Karte)                        | Ehemals bezeichnet mit 1710, später überformt | Im Kern barockes Schloss mit prächtigem Sandsteinportal, Gebäude im 19. Jahrhundert prägend überformt, baugeschichtliche und ortshistorische Bedeutung (siehe Dehio, S. 523 f.) | 08957793 |

### Ehemaliges Denkmal (Lenz)
| Bild                                    | Bezeichnung                                       | Lage                                                                     | Datierung       | Beschreibung | ID       |
| --------------------------------------- | ------------------------------------------------- | ------------------------------------------------------------------------ | --------------- | --- | -------- |
| Direkt Bild zu diesem Denkmal hochladen | Eisenbahnbrücke der Bahnlinie Dresden–Elsterwerda | (zwischen Lenz und Stauda, nahe der Fabrik TBA, Flurstück 248/2) (Karte) | 19. Jahrhundert | Steinbogenbrücke, verkehrshistorische Bedeutung. Einbogig, Polygonmauerwerk und seitliche Flanken, Gewände in Quadern, Tonne aus Ziegelmauerwerk. Zwischen 2009 und 2011 abgerissen und durch Neubau ersetzt. | 08957774 |

## Medessen
| Bild                                    | Bezeichnung                                       | Lage                             | Datierung           | Beschreibung | ID       |
| --------------------------------------- | ------------------------------------------------- | -------------------------------- | ------------------- | --- | -------- |
| Direkt Bild zu diesem Denkmal hochladen | Wegestein                                         | (Flurstück 252/1) (Karte)        | 19. Jahrhundert     | Verkehrshistorische Bedeutung. Etwa ein Meter hoher scharrierter Sandsteinkubus, Inschrift „Großenhain, Goltzscha, Dorf Medessen“. | 08957808 |
| Direkt Bild zu diesem Denkmal hochladen | Gedenkstein                                       | (Flurstück 40d) (Karte)          | Bezeichnet mit 1942 | Mit ortshistorischer Bedeutung, da er vermutlich an Sohn einer Großgrundbesitzerfamilie in Medessen erinnert. Rötlicher Naturstein mit Inschrift „Zum Gedächtnis unseres lieben Sohnes und Bruders Gottfried, geb. 17.3.1922, gest. 23.11.1942 in Rußland“. | 08957751 |
| Direkt Bild zu diesem Denkmal hochladen | Denkmal für die Gefallenen des Ersten Weltkrieges | Strießener Weg 4 (neben) (Karte) | Nach 1918           | Ortshistorische Bedeutung. Zweistufiger Granitsockel, darauf grob behauener Granitkubus mit Eisernem Kreuz, Inschrift auf glatt bearbeiteter Fläche mit Namen der Gefallenen „Zum ehrenden Gedenken unserer gefallenen Helden“.                             | 08957750 |

## Nauleis
| Bild                                    | Bezeichnung | Lage                              | Datierung                                            | Beschreibung | ID       |
| --------------------------------------- | --- | --------------------------------- | ---------------------------------------------------- | --- | -------- |
|                                         | Denkmalschutzgebiet Rundling Nauleis (Vorschlag)                                                                                  | Am Rundling (Karte)               | 18./19. Jahrhundert, im Kern älter                   | Denkmalschutzgebiet Rundling Nauleis (Vorschlag) | 09302321 |
| Direkt Bild zu diesem Denkmal hochladen | Denkmal für die Gefallenen des Ersten Weltkrieges                                                                                 | Am Rundling (Karte)               | Nach 1918                                            | Ortsgeschichtlich von Bedeutung. Granitsockel, darauf roter Granitkubus mit Inschrift, Bedachung durch Abdeckplatte, darauf Kugel. | 08957802 |
| Weitere Bilder                          | Mord- und Sühnekreuz | Am Rundling (Karte)               | Mittelalterlich                                      | Steinkreuz von ortsgeschichtlicher Bedeutung. 50 cm hohes Sandsteinkreuz, stark verwittert. | 08957803 |
| Weitere Bilder                          | Wegestein | Am Rundling 1 (gegenüber) (Karte) | 19. Jahrhundert                                      | Verkehrsgeschichtlich von Bedeutung. Etwa einen Meter hoher scharrierter Sandsteinkubus, Inschrift „Dresden, Großenhain, Moritzburg, Meißen, Ortrand“. | 08957799 |
| Direkt Bild zu diesem Denkmal hochladen | Transformatorenhäuschen | Am Rundling 9a (bei) (Karte)      | 1912 nach mündlicher Auskunft                        | Zeugnis für die Elektrifizierung des Ortes, technikgeschichtlich von Bedeutung. Putzbau auf quadratischem Grundriss, mit umlaufender Dachschürze, Biberschwanzdeckung, turmartiger Aufbau mit drei Fenstern und Keramikisolatoren, Zeltdach, Biberschwanzdeckung. | 08957800 |
| Direkt Bild zu diesem Denkmal hochladen | Wohnhaus (Nr. 10a), Seitengebäude (Nr. 10) und Scheune sowie Einfriedung (mit Torbogen) und Toreinfahrt eines Bauernhofes         | Am Rundling 10, 10a (Karte)       | Ende 19. Jahrhundert (Scheune); um 1910 (Bauernhaus) | Wohnhaus repräsentativer Putzbau mit Pilastergliederung der Zeit um 1910, Teil der alten Ortsstruktur, baugeschichtlich und wirtschaftsgeschichtlich von Bedeutung. - Wohnhaus: zweigeschossiger Putzbau mit Pilastergliederung an Längs- und Giebelseite, unter Traufgesims Zahnschnitt, im Giebel Okuli mit barockisierenden Schmuckformen, Satteldach - Seitengebäude: zweigeschossiger Putzbau mit Zwerchgiebel, Satteldach mit Biberschwanz-Kronendeckung - Scheune: verputzter Bruchsteinbau mit zwei Segmentbogentoren, Belüftungsokuli unter Traufgesims, Satteldach - Einfriedung: Toranlage mit zwei Pfeilern und profilierten Abdeckplatten sowie Segmentbogentor mit Pfeilern (in Einfriedungsmauer eingelassen) | 08957801 |
| Direkt Bild zu diesem Denkmal hochladen | Wohnstallhaus eines Dreiseithofes                                                                                                 | Am Rundling 12 (Karte)            | 2. Hälfte 19. Jahrhundert                            | Stattlicher Putzbau mit interessanter Giebelgestaltung, Teil der alten Ortsstruktur, baugeschichtlich von Bedeutung. Zweigeschossiger Putzbau mit 4:9 Achsen, profilierte Steingewände, im Giebel zwei Rundbogenfenster, mit originalen Fenstern, Krüppelwalmdach, bildet Dreiseithof mit Nummer 12a. | 08957804 |
| Direkt Bild zu diesem Denkmal hochladen | Wohnstallhaus (Nr. 15, an Rückseite angebautes Backhaus), Seitengebäude (Nr. 15a) und Scheune sowie Toranlage eines Dreiseithofes | Am Rundling 15, 15a (Karte)       | Um 1850                                              | Geschlossen erhaltener Bauernhof verputzter Massivbauten, Teil der alten Rundlingsbebauung in gut erhaltenem Originalzustand, baugeschichtlich und wirtschaftsgeschichtlich von Bedeutung. - Wohnstallhaus: zweigeschossiger Putzbau, mit Sandstein-Fenstergewänden, Krüppelwalmdach, rückwärtig vermutlich alter Backofen - Seitengebäude: zweigeschossiger Putzbau mit Segmentbogentor, im Obergeschoss Tür, Sandsteingewände, im Giebel halbrundes Fenster, Krüppelwalmdach - Scheune: massiver Putzbau mit zwei Toreinfahrten, Satteldach - Toranlage mit zwei Torpfeilern mit profilierten Abdeckplatten | 08957836 |
| Direkt Bild zu diesem Denkmal hochladen | Wohnstallhaus (Nr. 16a, ohne hofseitigen Anbau), Seitengebäude (Nr. 16, mit Kumthalle) und Scheune eines Dreiseithofes            | Am Rundling 16, 16a (Karte)       | Mitte 19. Jahrhundert                                | Geschlossen erhaltener, ortsbildprägender Hof, Massivbauten, Giebel mit Zwillingsfenster, zweijochige Kumthalle, Teil der alten Ortsstruktur, baugeschichtlich und wirtschaftsgeschichtlich von Bedeutung. - Wohnstallhaus: massiver zweigeschossiger Putzbau, 3:11 Achsen, profilierte Steingewände, im Giebel Zwillingsfenster, Satteldach - Scheune: massiver Putzbau mit zwei Segmentbogenöffnungen, Traufgesims als Zahnschnitt gearbeitet, Satteldach - Seitengebäude: massiver zweigeschossiger Putzbau mit zweijochiger Kumthalle, profilierte Steingewände, Zwillings-Rundbogenfenster im Giebel, Satteldach | 08957835 |
| Direkt Bild zu diesem Denkmal hochladen | Straßenbrücke über den Hopfenbach                                                                                                 | Am Rundling 24 (bei) (Karte)      | 19. Jahrhundert                                      | Steinbogenbrücke mit flacher Tonne, Brüstungsmauer aus Naturstein, baugeschichtliche und technikgeschichtliche Bedeutung | 08957786 |

## Porschütz
| Bild | Bezeichnung             | Lage                           | Datierung                 | Beschreibung | ID       |
| ---- | ----------------------- | ------------------------------ | ------------------------- | --- | -------- |
|      | Transformatorenhäuschen | Konsumstraße 4 (neben) (Karte) | 1. Hälfte 20. Jahrhundert | Zeugnis für die Elektrifizierung des Ortes, technikgeschichtlich von Bedeutung. Putzbau auf quadratischem Grundriss, Zwischendach, darüber turmartiger Aufbau mit Zeltdach. | 08957805 |

## Stauda
| Bild                                    | Bezeichnung                                                                               | Lage                                                                   | Datierung           | Beschreibung | ID       |
| --------------------------------------- | ----------------------------------------------------------------------------------------- | ---------------------------------------------------------------------- | ------------------- | --- | -------- |
| Direkt Bild zu diesem Denkmal hochladen | Eisenbahnbrücke                                                                           | (zwischen Stauda und Lenz, nahe der Fabrik TBA, Flurstück 162) (Karte) | 1875                | Bogenbrücke mit massiven Flügelmauern der Bahnstrecke Dresden–Elsterwerda–Berlin (6248; sä. DE) zwischen Stauda und Lenz, technikgeschichtlich und verkehrsgeschichtlich von Bedeutung. Einbogige Brücke, seitliche Flanken, Gewände in Quadern, Tonne aus Ziegelmauerwerk. | 08957775 |
| Direkt Bild zu diesem Denkmal hochladen | Wohnhaus (Nr. 6a) und Seitengebäude (ehemaliges Wohnstallhaus, Nr. 6) eines Dreiseithofes | Priestewitzer Straße 6, 6a (Karte)                                     | Bezeichnet mit 1906 | Massive Putzbauten in aufwändiger Gestaltung, größter Hof im Ort, baugeschichtlich von Bedeutung. - Wohnhaus: zweigeschossiger Putzbau mit profilierte Steingewänden, über Tür bezeichnet „M. Rolle. Erb. 1906“, Giebelaufbau mit Uhr, Dachausbau, Krüppelwalmdach - Seitengebäude: breitgelagerter zweigeschossiger Putzbau mit 3:10 Achsen, Sandstein-Türgewände, dort bezeichnet mit 1835, Dachausbau, Krüppelwalmdach, Hofanlage saniert | 08957770 |
| Direkt Bild zu diesem Denkmal hochladen | Wohnstallhaus eines Dreiseithofes                                                         | Priestewitzer Straße 14 (Karte)                                        | Bezeichnet mit 1821 | Charakteristischer ländlicher Bau seiner Zeit, verputzter Massivbau, bemerkenswerter eingewölbter Stalltrakt, formschönes Korbbogenportal an der Hofseite, baugeschichtlich bedeutend. Bei dem in seiner heutigen Form vor allem auf 1821 zurückgehenden Wohnstallhaus handelt es sich um ein charakteristisches und zu großen Teilen authentisch erhaltenes ländliches Gebäude seiner Zeit. Der zweigeschossige, massive PutzBau mit Sandstein-Fenstergewänden trägt ein hohes, zur Straße abgewalmtes Steildach. Im Erdgeschoss, sowohl im Eingangsbereich als auch im Stall, finden sich beeindruckende Kreuzgewölbe. Im Stalltrakt ruhen diese zumeist auf wuchtigen Pfeilern. Der Eingangsbereich wird zudem von einem formschönen Treppengeländer und einem farbigen Fliesenfußboden, wohl aus dem Ende des 19. Jahrhunderts, belebt. Über dem weitgehend entkernten Obergeschoss folgt das weit gespannte und original überkommene Dach. An der Hofseite fällt ein ausgewogen profiliertes Segmentbogenportal mit Scheitelstein, feinem Zierrat, Insignien und jener Datierung von 1821 (bezeichnet mit „G. H. Wolf 1821“) ins Auge. Auf Grund jener unverfälscht erhaltenen Bauteile und der damit verbundenen Anschaulichkeit besitzt das Objekt als architektonisches Zeugnis der Volksbauweise seiner Zeit eine baugeschichtliche Bedeutung. Aus dieser resultiert wiederum seine Denkmaleigenschaft. Das Haus bildet Bauernhof mit Nummer 14a und Nummer 15. | 08957771 |

### Ehemaliges Denkmal (Stauda)
| Bild                                    | Bezeichnung     | Lage                                           | Datierung | Beschreibung | ID       |
| --------------------------------------- | --------------- | ---------------------------------------------- | --------- | --- | -------- |
| Direkt Bild zu diesem Denkmal hochladen | Eisenbahnbrücke | (an den Schierwiesen, Flurstück 138/1) (Karte) | 1839      | Steinbogenbrücke der Bahnstrecke Leipzig–Dresden (6363; sä. LD), technikgeschichtlich und verkehrsgeschichtlich von Bedeutung. Einbogige Brücke, Polygonmauerwerk und seitliche Flanken, Gewände in Quadern, Tonne aus Ziegelmauerwerk. Zwischen 2011 und 2014 abgerissen und durch Neubau ersetzt. | 08957773 |

## Strießen
| Bild                                    | Bezeichnung | Lage                        | Datierung | Beschreibung | ID       |
| --------------------------------------- | --- | --------------------------- | --- | --- | -------- |
| Direkt Bild zu diesem Denkmal hochladen | Wegestein | (Flurstück 192) (Karte)     | 19. Jahrhundert                                                                                                | Verkehrshistorische Bedeutung. Etwa einen Meter hohe, weiß getünchte und scharrierte Sandsteinstele, Inschrift „Porschütz, Strießen, Kmehlen“, mit schwarzen Handabdrücken als Richtungsanzeiger. | 08957806 |
| Direkt Bild zu diesem Denkmal hochladen | Johanneskirche mit Ausstattung, dazu Kirchhof mit Einfriedung, Toranlage, Denkmal für die Gefallenen des Ersten Weltkrieges und Grabmal Familie Schreiber | Dorfstraße 12 (Karte)       | 1852–1853 (Kirche); um 1520 (Altar); 1859 (Orgel); nach 1918 (Kriegerdenkmal); 1981/1982 (Altarraumgestaltung) | Saalkirche mit polygonalem Chor und Westturm, im Rundbogenstil des 19. Jahrhunderts, baugeschichtliche und ortshistorische Bedeutung. - Kirche (Dehio Sachsen I, S. 820): Weithin sichtbar mit Satteldach und hohem, schlanken Westturm 1852/53 von Maurermeister Pinkert und Zimmermeister Weser errichtet. Das Äußere sehr schlicht. Polygonaler Ostschluss, im Westen drei Portale. An den Langseiten obere und untere Fensterzone von Gurtgesims getrennt. Der Turm auf quadratischem Grundriss errichtet, geht unvermittelt in das sehr hohe Achteckgeschoss über. Abschluss durch schlanken geknickten Spitzhelm. Das Innere in der Mitte gewölbt, seitlich flach gedeckt. Die Emporen ruhen auf je sechs Säulen einer Arkatur. Der Chorbereich sehr hell, durch drei große Rundbogenfenster beleuchtet. Der Altarraum 1981/82 von Friedrich Press ausgestaltet, Taufe und Lesepult ebenfalls von Press, Altarflügel um 1520, Orgel von Gotthilf Bärmig, 1859, verändert. - Einfriedung: schmiedeeisernes Tor mit Spruchband „Christus mein Leben“ - Sandsteingrabmal mit Engel und Urne, bezeichnet mit 1869, Familie Schreiber: Joh. Friedr. Wilhelm Schreiber, gest. 1865, Auguste Amalie Schreiber, gest. 1869, Hermann Schreiber, gest. 1869, zum Teil stark verwittert. - Kriegerdenkmal: Sandsteinsockel, darauf konvexer Sandsteinkubus mit Namen der Gefallenen, oberer Abschluss mit vierzeiligem Spruchband „Unseren im Weltkriege 1914–1918 Gefallenen“, Bekrönung Stahlhelm und Eichenlaub | 08957744 |
| Direkt Bild zu diesem Denkmal hochladen | Ehemalige Schule und Pfarrhaus, heute Wohnhaus | Dorfstraße 17 (Karte)       | Mitte 19. Jahrhundert                                                                                          | Putzbau mit interessanter Giebelgestaltung mit Vorhangbogen-Fensterchen, ortshistorische Bedeutung. Zweigeschossiger Bruchsteinbau, verputzt, mit 5:1 Achsen, Sandsteingewände, an den Giebelseiten flache einachsige, über beide Geschosse gehende Mittelrisalite, in beiden Giebeln Zwillingsfenster mit Vorhangbogen. | 08957748 |
| Direkt Bild zu diesem Denkmal hochladen | Transformatorenhäuschen | Dorfstraße 19 (bei) (Karte) | 1. Hälfte 20. Jahrhundert                                                                                      | Zeugnis für Elektrifizierung des Ortes, technikgeschichtlich von Bedeutung. Massiver Putzbau über quadratischem Grundriss, Zwischendach als Krüppelwalm mit Biberschwanzdeckung, darauf turmartiger Aufbau mit Zeltdach. | 08957749 |
| Direkt Bild zu diesem Denkmal hochladen | Schule | Schulstraße 8 (Karte)       | Bezeichnet mit 1902                                                                                            | Putzbau in späthistoristischen Formen, Anklänge an die Neogotik, weitgehend original erhaltener Bau mit baugeschichtlicher und ortshistorischer Bedeutung. Polygonsockel, darauf zweigeschossiger Putzbau mit Mittelrisalit, 10:3 Achsen, Sandstein-Fenstergewände, im Obergeschoss profiliert, umlaufende profilierte Gurtbänder, Mittelrisalit mit Dreiecksgiebelabschluss, gotisierende Formen, im Obergeschoss Inschriftband, bezeichnet mit 1902, originale Tür. | 08957746 |

## Wantewitz
| Bild                                    | Bezeichnung | Lage                       | Datierung                                                                               | Beschreibung | ID       |
| --------------------------------------- | --- | -------------------------- | --------------------------------------------------------------------------------------- | --- | -------- |
| Direkt Bild zu diesem Denkmal hochladen | Wegestein | An der Kirche (Karte)      | Bezeichnet mit 1851                                                                     | Verkehrshistorische Bedeutung. Ca. 80 Zentimeter hoher Wegestein aus Sandstein, weiß getüncht, Inschrift „Kmehlen, 1851 Dorf Wantewitz, Meißen, Gr.hain, Staucha, Rittergut Baßlitz“. | 08957761 |
| Direkt Bild zu diesem Denkmal hochladen | Transformatorenhäuschen | An der Kirche (Karte)      | 1. Hälfte 20. Jahrhundert                                                               | Zeugnis für die Elektrifizierung des Ortes, technikgeschichtlich von Bedeutung. Massiver Putzbau auf quadratischem Grundriss, Zwischendach als Krüppelwalm, turmartiger Aufbau mit Zeltdach. | 08957760 |
| Weitere Bilder                          | Urbanskirche mit Ausstattung dazu Kirchhof, Einfriedung, Denkmal für die Gefallenen des Ersten Weltkrieges und Grabmal Familie Gräfe | An der Kirche (Karte)      | 1862–1864 (Kirche); 1864 (Orgel); 19. Jahrhundert (Grabmal); nach 1918 (Kriegerdenkmal) | Weit in den Landschaftsraum wirkende, auf einer Anhöhe gelegene Kirche im neogotischen Stil, Architekt: Christian Friedrich Arnold, Dresden, baugeschichtliche und ortshistorische Bedeutung. - Kirche (Dehio Sachsen I, S. 717 f.): Die weithin sichtbare, auf einer Anhöhe gelegene neugotische Kirche von 1862–64 an Stelle eines mittelalterlichen Baues errichtet, dieser wiederum auf dem Platz einer alten heidnischen Kultstätte. Die Pläne für den Neubau von Christian Friedrich Arnold. Im Zweiten Weltkrieg beschädigt, 1961 Ausbesserungen am Turm, 1961/62 Restaurierung des Innenraumes. Das Äußere schlicht. Im Osten eingezogenen Apsis mit 5/8-Schluss. Sakristeibauten auf der Süd- und Nordseite des Chores. Hoher Westturm, Langhausseiten mit kräftigen Strebepfeilern. Die zwei übereinander liegenden Fensterreihen von umlaufenden Gesimsen getrennt. Die oberen Fenster zweibahnig, spitzbogig geschlossen, mit Fischblasen- und Dreipassmaßwerk, die unteren gekuppelt und mit Vorhangbögen geschlossen. Im Innern kreuzrippengewölbter Emporensaal, der Triumphbogen täuscht durch seine drei Öffnungen Dreischiffigkeit vor. In die beiden seitlichen, kleineren Spitzbogenöffnungen mündet die Empore. Die Orgelempore polygonal gebrochen. Die Ausstattung einheitlich, von schöner Wirkung. Empore, Gestühl, Altaraufsatz und Schalldeckel der Kanzel aus Lindenholz, partiell vergoldet, Altarbild von spitzbogigem Holzrahmen gefasst, Sandsteinkanzel, Taufe ebenfalls aus Sandstein, romantische Schleifladen-Orgel von Urban Kreutzbach, 1864. - Grabmal der Familie Gräfe: pyramidaler Aufbau als Wandgrab mit Medaillon, Inschrift „Fam. Gräfe“ - Kriegerdenkmal: Denkmal für die Gefallenen des Ersten Weltkrieges, als Metallplatte in Kirchwand eingelassen | 08957762 |
| Direkt Bild zu diesem Denkmal hochladen | Ehemalige Schänke zu Wantewitz: Gasthaus (über winkelförmigem Grundriss, mit zwei Hausnummern), dazu Ausstattung des einstigen Schankraums (bestehend aus Schrank, Tresen, Stammtisch, Wanduhr und Tür), weiterhin mit Einfriedung und Hofbaum | An der Kirche 2, 4 (Karte) | 1781 Dendro (Gasthaus); 2. Hälfte 18. Jahrhundert (Möbel)                               | Heute als Wohnhaus genutzter, alter historischer Gasthof, eines der seltenen Fachwerkgebäude im Ort, weitgehend original erhalten, zudem historischer Ausschank in Art von Bauernmöbeln, baugeschichtlich und ortsgeschichtlich bedeutend. Die Datierung der Möbel in die 2. Hälfte des 18. Jahrhunderts erfolgte nach Beurteilung eines Türbeschlages. - Gasthaus: rechtwinkliger Bau, Erdgeschoss massiv, Obergeschoss Fachwerk, zum Teil originale Fenster, Giebel massiv, Satteldach - Einfriedung: hohe Mauer mit schmiedeeisernen Zaunfeldern - Hofbaum Ahorn | 08957763 |

## Zottewitz
| Bild                                    | Bezeichnung | Lage                                | Datierung                                                                | Beschreibung | ID       |
| --------------------------------------- | --- | ----------------------------------- | ------------------------------------------------------------------------ | --- | -------- |
| Direkt Bild zu diesem Denkmal hochladen | Denkmal für die Gefallenen des Ersten Weltkrieges | Lindenstraße (Karte)                | Nach 1918                                                                | Ortshistorische Bedeutung. Granitsockel, darauf roter polierter Granitkubus mit abgeschrägten Ecken im oberen Bereich, Bekrönung durch Helm mit Lorbeerkranz, Inschrift „Fürs Vaterland fielen im Weltkriege 1914–1918 ...“ (es folgen die Namen der Gefallenen), an beiden Schmalseiten eingravierte Schwerter. | 08957818 |
| Weitere Bilder                          | Turmholländer der Zottewitzer Windmühle | Lindenstraße 3a (Karte)             | Bezeichnet mit 1721                                                      | Heute Wohnhaus, von technikgeschichtlicher Relevanz und ortsbildprägender Wirkung. Vier Geschosse über zwölfeckigem Grundriss, einfache Putzgliederung, in allen Geschossen Rundbogenfenster, Kegeldach, in Wetterfahne bezeichnet mit 1721. | 08957819 |
| Direkt Bild zu diesem Denkmal hochladen | Türgewände des ehemaligen Gasthofs | Lindenstraße 29 (Karte)             | Bezeichnet mit 1865                                                      | Relikt des ursprünglichen Eingangsbereiches und Zeugnis für die Entstehungszeit des Gasthofs, ortsgeschichtlich bedeutend. Scharriertes Sandstein-Türgewände mit Inschrift im Werkstein „Gasthof zu Zottewitz No. 24. erb. F. W. Müller. 1865.“ | 08957820 |
| Direkt Bild zu diesem Denkmal hochladen | Taubenhaus des ehemaligen Rittergutes Zottewitz, davor ein Wassertrog | Lindenstraße 32 (gegenüber) (Karte) | 19. Jahrhundert                                                          | Relikt der ursprünglichen Gutsanlage, Tränke Zeugnis für die Versorgung der Weidetiere mit Wasser, geschichtlich bedeutend. - Taubenhaus: turmartiger Bruchsteinbau auf quadratischem Grundriss, Holzkonstruktion verbrettert, Zeltdach mit Biberschwanzdeckung - Wassertrog: große rechteckige Sandstein-Wassertränke mit profilierter Kante | 08957823 |
| Direkt Bild zu diesem Denkmal hochladen | Spritzenhaus | Lindenstraße 33 (vor) (Karte)       | Mitte 19. Jahrhundert                                                    | Ortshistorische Bedeutung, Zeugnis der Feuerabwehr und des Brandschutzes des Ortes eingeschossiger Putzbau mit rechteckigem Holztor, Satteldach mit Dachschürze an Giebelseite, Giebel verbrettert mit Sonnenmotiv, zwei Okuli an Längsseite, Rückseite Bruchsteinmauer. | 08957822 |
| Direkt Bild zu diesem Denkmal hochladen | Wohnhaus (wohl Verwalterhaus) und Einfriedungsmauern mit zwei Torpfeilern, in Teilen erhaltenen Eckbastionen sowie Resten eines früher zwingerartigen Bereichs entlang der Lindenstraße (Rittergut Zottewitz) | Lindenstraße 35 (Karte)             | Mitte 19. Jahrhundert (Gutsverwalterhaus); 17. Jahrhundert (Einfriedung) | Mauern ursprünglich wohl zu einer Wehranlage gehörend, ca.1,5 ha eingrenzend, aus Bruchstein, laut Wissensstand im 17. Jahrhundert angelegt, auch altes Rittergut vor allem der Familien von Schleinitz und von Schönfeld, Wohnhaus markanter historisierender Bau, auffällige Putzfassade, im Kern wohl älter, baugeschichtlich und ortsgeschichtlich von Bedeutung, Mauer auch äußerst bedeutend für das Ortsbild. Die Rittergutsanlage Zottewitz geht aus einem mittelalterlichen Herrschaftssitz hervor und befand sich in der Mitte des Ortes. Dem von der Familie von Schleinitz um 1637 fertig gestellten Schloss war südlich der Wirtschaftshof mit den Rittergutsgebäuden vorgelagert. Während das Schloss im Zuge der Bodenreform 1948 gesprengt wurde, sind Teile des später erweiterten Wirtschaftshofes erhalten geblieben. Das Mitte des 19. Jahrhunderts errichtete Wohnhaus Lindenstraße 35 (wohl Gutsverwalterhaus) wurde als zweigeschossiger Putzbau über einem Polygonsockel errichtet und besitzt ein Satteldach mit Dachhecht und Biberschwanz-Kronendeckung. Die historisierende Fassade wird durch Putzgliederung mit Eckquaderung akzentuiert, wobei die zur Straße zeigende östliche Giebelseite des Gebäudes durch eine Pilastergliederung und drei Okuli gestalterisch hervortritt. Seine bauliche Gestalt und seine Zugehörigkeit zur einstigen Rittergutsanlage begründen seinen baugeschichtlichen und ortshistorischen Wert. Das Gelände des ehemaligen Rittergutes wird von einer aus dem 17. Jahrhundert angelegten, über zwei Meter hohen wehrhaften Bruchsteinmauer umschlossen, an deren Ecken Bastionen angeordnet sind. Während die nördliche, östliche und westliche Mauer in großen Teilen erhalten ist, sind nur Reste der südlichen Einfriedung überkommen. Erhalten haben sich weiterhin die Ruinen der Eckbastionen an der Südwest- und Nordostecke; an der Südostecke ist nur noch deren Grundmauer erkennbar. Die Einfriedungsmauer, die eine Fläche von ca. 1,5 ha eingrenzt, besaß im Norden und Süden zwei große Durchgangstore. Davon sind am ehemaligen Nordtor zwei Pfeiler überkommen. Die verputzten ehemaligen Wehrmauern (heute Grundstückseinfriedungen) an der Westseite der Lindenstraße gehören zu dem einstigen Zwingerbereich, der zum Schutz des Schlosses angelegt wurde. Als überkommenes bauliches Relikt der weitreichenden Geschichte des Rittergutes resultiert die Denkmalwürdigkeit der Einfriedungs- und Zwingermauern aus ihrer bau- und ortsgeschichtlichen Bedeutung. - Wohnhaus: Polygonsockel, darüber zweigeschossiger Putzbau mit Eckquaderung, Putzgliederung, Giebelseite mit Pilastergliederung und Okuli, Satteldach mit Dachhecht und Biberschwanz-Kronendeckung, an der Rückseite Sandsteingewände - Einfriedung: Bruchsteinmauerwerk, verputzt, zum Teil mit Stützpfeilern, ein Torpfeiler aus Sandsteinquadern mit mehrfach profilierter Abdeckplatte, Einfriedung erstreckt sich entlang der nördlichen Grenze der Flurstücke 364, 352/8, 352/9, 352/10, 352/12, 350, 349a, 348 und entlang der östlichen Grenze der Flurstücke 348, 349b, 353, 354 | 08957825 |
| Direkt Bild zu diesem Denkmal hochladen | Wirtschaftsgebäude des einstigen Rittergutes | Lindenstraße 38 (Karte)             | Bezeichnet mit 1691                                                      | Im Kern eines der ältesten Gebäude im Ort, heute überformt, baugeschichtlich und ortsgeschichtlich bedeutend eingeschossiger Putzbau, zugemauertes Rundbogenportal aus kräftigen Steinquadern, im Schlussstein bezeichnet mit 1691, mächtiges Walmdach | 08957826 |

## Tabellenlegende
- Bild: Bild des Kulturdenkmals, ggf. zusätzlich mit einem Link zu weiteren Fotos des Kulturdenkmals im Medienarchiv Wikimedia Commons. Wenn man auf das Kamerasymbol klickt, können Fotos zu Kulturdenkmalen aus dieser Liste hochgeladen werden:
- Bezeichnung: Denkmalgeschützte Objekte und ggf. Bauwerksname des Kulturdenkmals
- Lage: Straßenname und Hausnummer oder Flurstücknummer des Kulturdenkmals. Die Grundsortierung der Liste erfolgt nach dieser Adresse. Der Link (Karte) führt zu verschiedenen Kartendiensten mit der Position des Kulturdenkmals. Fehlt dieser Link, wurden die Koordinaten noch nicht eingetragen. Sind diese bekannt, können sie über ein Tool mit einer Kartenansicht einfach nachgetragen werden. In dieser Kartenansicht sind Kulturdenkmale ohne Koordinaten mit einem roten bzw. orangen Marker dargestellt und können durch Verschieben auf die richtige Position in der Karte mit Koordinaten versehen werden. Kulturdenkmale ohne Bild sind an einem blauen bzw. roten Marker erkennbar.
- Datierung: Baubeginn, Fertigstellung, Datum der Erstnennung oder grobe zeitliche Einordnung entsprechend des Eintrags in der sächsischen Denkmaldatenbank
- Beschreibung: Kurzcharakteristik des Kulturdenkmals entsprechend des Eintrags in der sächsischen Denkmaldatenbank, ggf. ergänzt durch die dort nur selten veröffentlichten Erfassungstexte oder zusätzliche Informationen
- ID: Vom Landesamt für Denkmalpflege Sachsen vergebene, das Kulturdenkmal eindeutig identifizierende Objekt-Nummer. Der Link führt zum PDF-Denkmaldokument des Landesamtes für Denkmalpflege Sachsen. Bei ehemaligen Kulturdenkmalen können die Objektnummern unbekannt sein und deshalb fehlen bzw. die Links von aus der Datenbank entfernten Objektnummern ins Leere führen. Ein ggf. vorhandenes Icon  führt zu den Angaben des Kulturdenkmals bei Wikidata.